# Маріо Маріно
Маріо Маріно (італ. Mario Marino, 27 березня 1914, Салерно — 11 травня 1982, Салерно) — італійський військовик учасник Другої світової війни, нагороджений Золотою медаллю «За військову доблесть».

## Біографія
Маріо Маріно народився 27 березня 1914 року в Салерно. У 1933 році добровільно вступив на службу до ВМС Італії де пройшов курс навчання на водолаза у Королівському корпусі морських екіпажів  (італ. C.R.E.M., Corpo Reale Equipaggi Marittimi) у Ла-Спеції.
Після закінчення навчання був призначений на есмінець «Фречча», у 1936 році - на підводний човен «H 6», на якому здійснив ряд експериментів із виходу з човна у підводному положенні. У 1936-1937 роках на борту есмінця «Ніколозо да Рекко» брав участь у другій італо-ефіопській війні і потім у громадянській війні в Іспанії.
Протягом 1938-1940 років служив на водолазних суднах «Тезео» і «Тітане».
У 1940 році перейшов до складу 10-ї флотилії МАС. 25-26 липня 1941 року брав участь у невдалій атаці Мальти. За участь у цій операції був нагороджений Бронзовою медаллю «За військову доблесть».
У грудні того ж року брав участь у рейді на Александрію.
Разом з Вінченцо Мартеллота мав закласти вибухівку під британський авіаносець. Проте той незадовго перед атакою покинув Александрію, тому Мартеллота та Маріно заклали бомбу під танкер «Сагона». Від вибуху танкер «Сагона» розламався навпіл та затонув. Вибуховою хвилею також був пошкоджений есмінець «Джервіс».
Мартеллота та Маріно вибрались на берег та вирушили до пункту, де їх очікував підводний човен, але були схоплені поліцією. За успішну атаку ворожих кораблів був нагороджений Золотою медаллю «За військову доблесть». 
Після капітуляції Італії Маріо Маріно повернувся на батьківщину у 1944 році, де взяв участь у боротьбі з нацистами.
У 1962 році отримав звання молодшого лейтенанта у Корпусі військово-морських екіпажів (англ. C.E.M.M., Corpo Equipaggi Marittimi Militari).
У 1977 році вийшов у відставку, отримавши звання каптана III рангу.
Помер у Салерно 11 травня 1982 року.

## Вшанування
На честь Маріо Маріно названа у Салерно.
ВМС Італії на честь честь Маріо Маріно назвали водолазне судно «Mario Marino (Y-498)».

## Нагороди
- Золота медаль «За військову доблесть»
- Бронзова медаль «За військову доблесть»
- Хрест за військові заслуги (двічі)
- Кавалер Ордена «За заслуги перед Італійською Республікою»